# Alla Djioïeva
Alla Djioïeva (ou Djioeva) (en ossète : Джиоты Алыксандыры чызг Аллæ / Džioty Alyksandyry čyzg Allæ ; en russe : Алла Александровна Джиоева), née le 23 août 1949 à Stalinri (RSS de Géorgie), est une enseignante et femme politique sud-ossète, ayant occupé la fonction de vice-première ministre d'Ossétie du Sud. Elle occupe également la fonction de ministre de l'Éducation de 2002 à 2008. Elle remporte l'élection présidentielle de 2011, mais le scrutin est annulé par la Cour suprême, alléguant la commission d'une fraude électorale,,.  

## Jeunesse
Alla Djioïeva est née le 23 août 1949 à Staliniri (aujourd'hui Tskhinvali), Oblast autonome d'Ossétie du Sud, RSS de Géorgie en Union soviétique. Diplômée de l'école secondaire № 5 de Tskhinvali, elle est entrée à l'Institut pédagogique d'Ossétie du Sud en 1967, mais est ensuite transférée à l'Université d'Odessa, où elle termine ses études en 1974 avec un diplôme en philologie.  Djioïeva retourne ensuite à Tskhinvali pour travailler comme professeur de langue et de littérature russes à l'école № 2. Elle devient finalement directrice de l'école, poste qu'elle occupe jusqu'en 2002.

## Vie politique
En 2001, Djioïeva devient une partisane d'Edouard Kokoïty, l'un des candidats à l'élection présidentielle de 2001. Après l'avoir remporté, Kokoity nomme Djioïeva ministre de l'Éducation en février 2002. Sous sa direction, l'Ossétie du Sud s'intègre davantage au système éducatif russe : les enseignants sud-ossètes peuvent être formés en Russie, des places sont attribuées aux étudiants sud-ossètes dans les établissements postsecondaires russes,. D'autre part, Djioïeva refuse toute forme de coopération avec la Géorgie, notamment les offres d'aide.  Néanmoins, les écoles de langue géorgienne du pays continuent de fonctionner. Djioïeva est également créditée d'avoir lancé un projet expérimental visant à introduire les classes d'immersion en langue ossète dans certaines écoles. 
Djioïeva est une fervente partisane de la réunification de l'Ossétie du Sud et de l'Ossétie du Nord ; en 2006, elle s'engage dans un groupe intergouvernemental pour une plus grande intégration des deux républiques,.  

### Poursuites criminelles
Djioïeva est licenciée par Kokoïty le 4 février 2008. Le lendemain, elle est inculpée de plusieurs délits et est placée en résidence surveillée le 28 mars. Elle est restée détenue jusqu'au 29 avril 2010, date à laquelle un tribunal la déclare coupable de fraude et d'inconduite officielle, mais l'absout de deux autres charges. Elle reçoit 24 mois de probation et est condamnée à une amende de 120 000 roubles. Djioïeva fait appel devant la Cour suprême; l'état actuel de l'appel est inconnu. 

## Élection de 2011 et crise post-électorale
Djioïeva demeure une critique virulente de Kokoity en 2010-2011 et décide de se présenter à l'élection présidentielle de 2011. Le premier tour a lieu le 13 novembre entre Djioïeva et dix autres candidats, dont Anatoli Bibilov, qui bénéficiait du soutien de Kokoity et du Kremlin . Bibilov et Djioïeva obtiennent respectivement 25,44 % et 25,37 % des voix et se qualifient pour le second tour.
Le deuxième tour a lieu le 27 novembre. Selon les résultats préliminaires, Djioïeva obtient 56,74 % des voix, alors que Bibilov en reçoit 40 %.  À ce moment-là, la Cour suprême d'Ossétie du Sud ordonne à la Commission électorale centrale de ne pas publier les résultats, se fondant sur les plaintes du Parti Unité de Bibilov qui prétendent à une fraude électorale. Le 29 novembre, la Cour annule le scrutin et interdit à Djioïeva de se présenter à la suivante.
Au milieu de la crise politique qui suit, Djioïeva affirme être la présidente élue, en raison du fait qu'elle avait reçu le plus de voix. Elle forme un conseil d'État pour servir de nouveau gouvernement d'Ossétie du Sud, et ses partisans sont descendus dans la rue pour protester contre les sanctions prises contre elle. Au cours d'une manifestation, Djioïeva obtient les protocoles de la Commission électorale centrale, confirmant qu'elle était la gagnante. 
Djioïeva et ses partisans exigent la démission de Kokoity et la reconnaissance internationale de sa victoire, alors que ses partisans continuent leurs manifestations sur la place centrale de Tskhinvali,. Djioïeva entame en même temps des négociations avec le président dans lesquelles des représentants de la Russie agissent comme médiateurs.

### Dénouement de la crise
Le 9 décembre, les parties parviennent à un accord, qui comprend la démission de Kokoity, la prise de fonction du Premier ministre Vadim Brovtsev comme président par intérim jusqu'à la prochaine élection qui se tiendra le 25 mars 2012, à laquelle Djioïeva pourra participer. 
Djioïeva annonce en janvier 2012 son retrait de l'accord, condamnant le second tour prévu comme « illégal » et déclarant qu'elle prévoyait de tenir son investiture en tant que présidente le 10 février. Le président par intérim Vadim Brovtsev l'accuse de tenter de fomenter un coup d'État. Le 9 février 2012, la police sud-ossète fait une descente dans son bureau, essayant de l'arrêter. En conséquence, elle est hospitalisée inconsciente, souffrant apparemment d'un accident vasculaire cérébral. Ses partisans affirment qu'elle a été frappée avec une crosse de fusil. Elle reste hospitalisée pendant 45 jours et obtient son congé, le 24 mars 2012, sous surveillance policière. Elle ne participe pas à l'élection présidentielle qui a lieu le lendemain. 
Le 23 mai 2012, Djioïeva est nommée vice-première ministre par décret du président Leonid Tibilov, poste qu'elle quitte en 2014.